# NGCC Labrador
Pour les articles homonymes, voir Labrador (homonymie).
Le NCSM Labrador du 8 juillet 1954 à 1957, puis le NGCC Labrador en service de 1957 à 1987  était principalement un brise-glace lourd canadien. Il fut le premier navire de guerre à effectuer la circumnavigation du continent nord-américain en 1954, c'est-à-dire le passage du Nord-Ouest.

## Histoire
Durant la première moitié du XXe siècle, le gouvernement canadien n'a eu que des contacts limités avec les vastes côtes de l'Arctique sur lesquelles il proclame pourtant sa souveraineté. Cela est dû au fait qu'il n'avait pas la capacité de se rendre dans ces endroits retirés. Le Labrador est conçu comme le premier brise-glace canadien moderne, destiné non seulement à remplir les besoins de la défense nationale dans l'Arctique, mais également à explorer cette vaste zone et ses richesses naturelles.
Le Labrador est construit dans les chantiers de Marine Industries Limited, à Sorel-Tracy, au Québec, entre 1949 et 1954, en utilisant des plans modifiés des navires de patrouilles de classe Wind de la garde côtière des États-Unis. Les plans sont motivés pour inclure les derniers équipements scientifiques et pour passer du navire purement militaire américain à un navire qui peut aussi bien servir de laboratoire, d'hôpital, de transport, de sauvetage et d'école. Au moment de son inauguration, le Labrador est le premier navire de la Marine royale canadienne, à fonctionner entièrement au diesel-électrique.
D'abord baptisé, le 8 juillet 1954 HMCS / NCSM Labrador (pennant number AW 50) sous les auspices de la Marine royale canadienne, il est ensuite transféré à Transports Canada, le ministère canadien responsable du transport le 22 novembre 1957. Le navire est ensuite assigné à la Garde côtière canadienne (NGCC) lors de sa création en 1962 jusqu'à ce qu'il soit retiré après 29 années de service en 1987. Il participe également à des recherches sur les territoires peu connus du nord du Canada. De même il avait à son bord un hélicoptère Bell 47.

 En 1987 il a été remplacé par le brise-glace NGCC Henry Larsen.

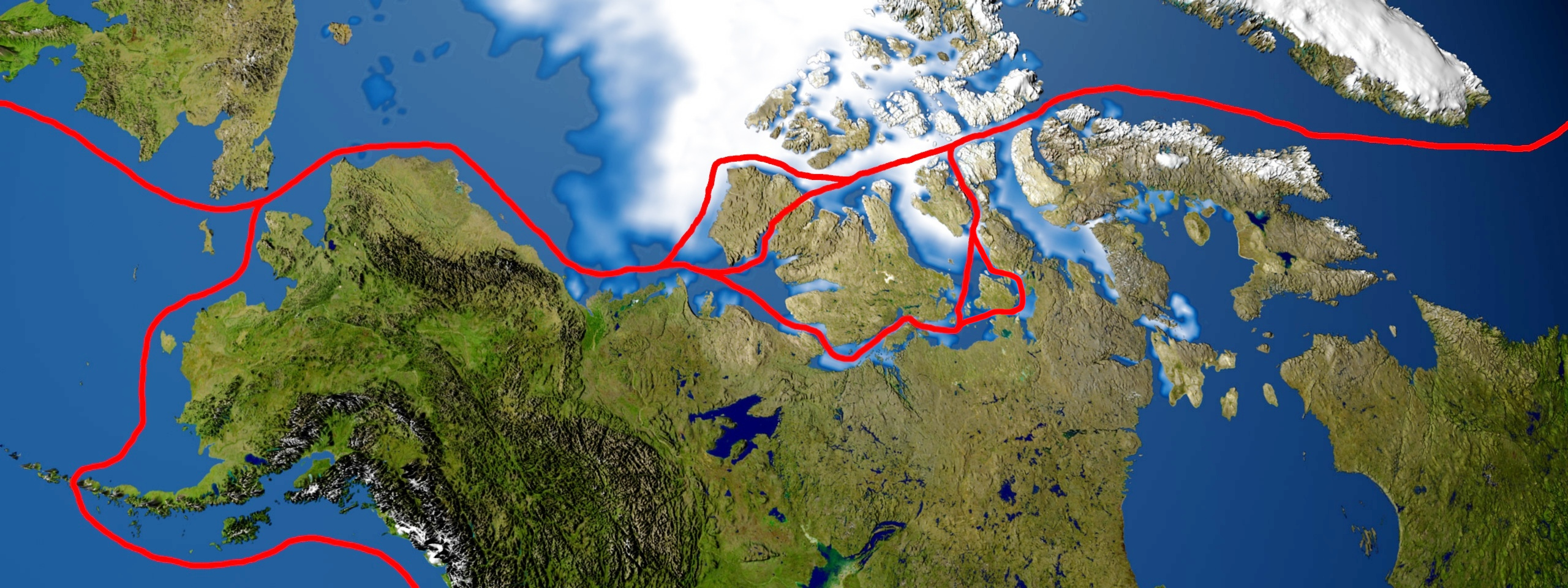
Les routes les plus fréquentées du passage du Nord-Ouest canadien

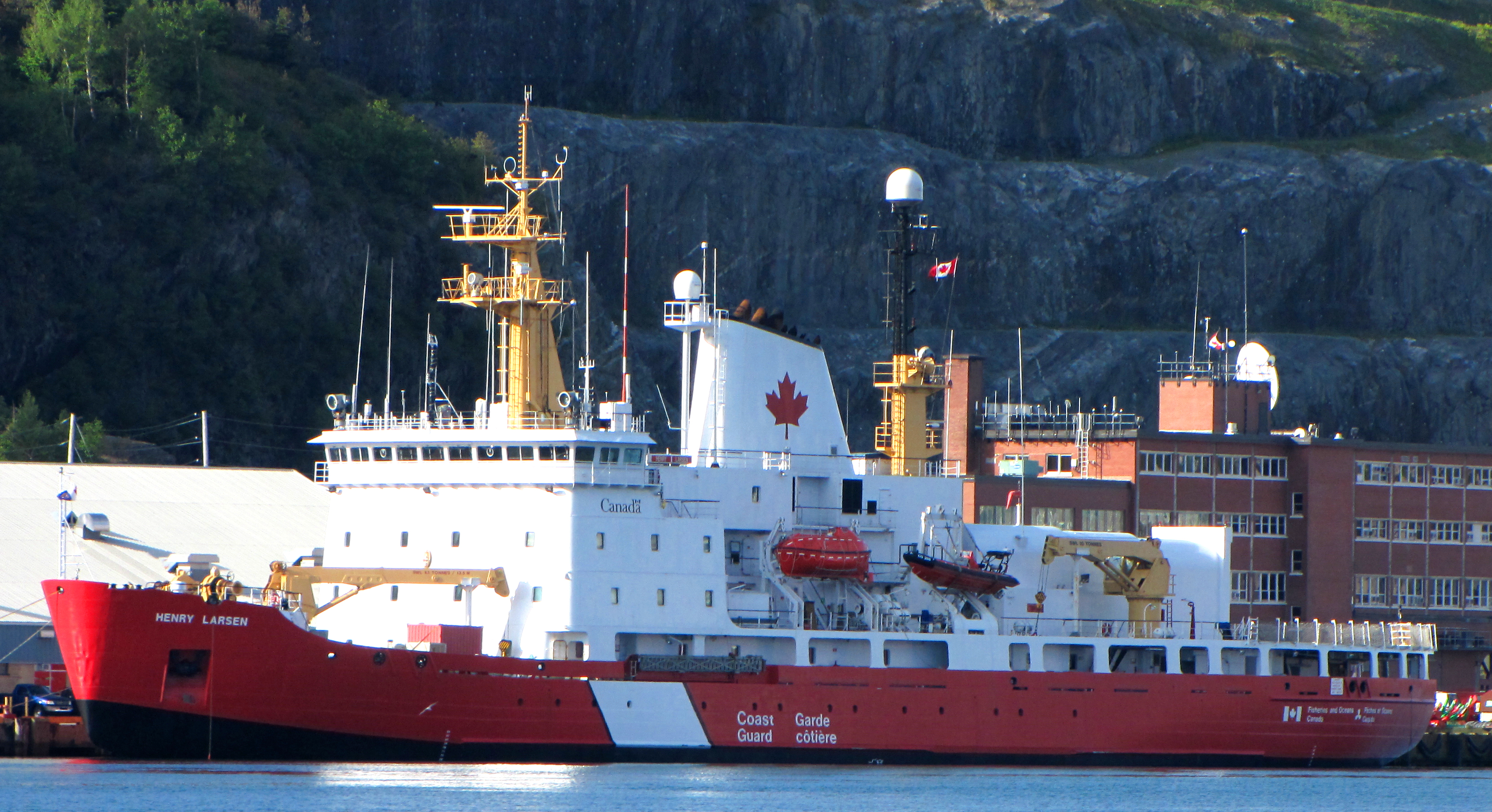
NGCC Henry Larsen

## Circumnavigation de l'Amérique du Nord
Le NGCC Labrador entame son voyage inaugural le 23 juillet 1954 depuis Halifax, en Nouvelle-Écosse, et part en direction de la mer du Labrador. Durant l'été, il continue son chemin à travers l'Arctique canadien, d'est en ouest, menant des sondages hydrographiques, approvisionnant des postes de la Gendarmerie royale du Canada et déployant des équipes scientifiques et géologiques. Le 25 août 1954, le Labrador a rendez-vous avec ses homologues américains, le Northwind et le Burton Island au large des côtes de l'île Melville. C'est la première rencontre de navires dans l'Arctique provenant de l'est et de l'ouest. Les trois navires traversent ensuite ensemble la mer de Beaufort jusqu'à la fin du mois de septembre, puis le Labrador fait ensuite route vers Esquimalt, en Colombie-Britannique, où est basée la flotte canadienne du Pacifique. Le Labrador longe ensuite la côte occidentale des États-Unis, traverse le canal de Panama et retourne à Halifax. Il devient ainsi le premier navire de guerre à avoir accompli la circumnavigation de l'Amérique du Nord en un seul voyage.

### Sources
- (en) Cet article est partiellement ou en totalité issu de l’article de Wikipédia en anglais intitulé « CCGS Labrador » (voir la liste des auteurs).